# Дифлубензурон
Дифлубензурон, 3-(2,6-дифторбензоил)-1-(4-хлорфенил)-мочевина, — инсектицид из класса ингибиторов синтеза хитина. Обладает ярко выраженными ларвицидными свойствами, на взрослых насекомых практически не действует.

## Физические и химические свойства
Белое кристаллическое вещество. Молекулярная масса 310,68, температура плавления 230-232 °С, плохо растворяется в воде (0,2 мг/л при 20 °С). Хорошо растворим в маслах, ацетоне. Устойчив в воде при рН 2-8, при более высоких рН относительно быстро гидролизуется. Не летуч. Устойчив к воздействию температуры (за 7 дней при температуре 50°С разложение составляет 2%) и солнечного света.

## Действие на насекомых
Дифлубензурон блокирует образование хитина, поэтому влияет только на личинок, у которых процесс роста сопровождается линьками. На взрослых насекомых не действует или действует слабо. В момент линьки личинки не могут освободиться от старой кутикулы, так как не полностью сформированная новая не выдерживает внутреннего давления и разрывается; при этом личинка погибает. Результат проявляется не сразу, а через несколько дней, иногда через 2-3 недели после обработки (во время линьки личинок), поэтому вредители успевают нанести некоторый ущерб. Из-за особенностей механизма действия дифлубензурон эффективен против популяций насекомых, устойчивых к другим классам инсектицидов: фосфорорганичеким соединениям, пиретроидам, неоникотиноидам и т.д.
Долго держится на листе, практически не смывается дождем, поэтому долго сохраняет защитные свойства (3-4 недели). Эффективен против листогрызущих насекомых, но неэффективен против сосущих, т.к. не проникает в ткани листа.
Дифлубензурон применяется против вредителей яблони (яблонная плодожорка, моль-малютка, кольчатый шелкопряд, златогузка, боярышница), капусты (капустная совка, белянка, капустная моль), пастбищ, лугов и дикой растительности (саранчовые).

## Токсическое действие
Малотоксичен для теплокровных (ЛД50 при оральном введении > 4640 мг/кг для мышей, > 5000 мг/кг для виргинского перепела), не обладает канцерогенным, мутагенным и тератогенным действиями. Малотоксичен для полезных членистоногих: пчел, хищных клещей, клопов, златоглазки, тлевых коровок. Высокотоксичен для мелких ракообразных: дафний, креветок-мизид и др.
Имеет 3-ю степень токсичности для человека.
Период полуразложения в почве 3 дня.